# Підгір'я (аеродром)

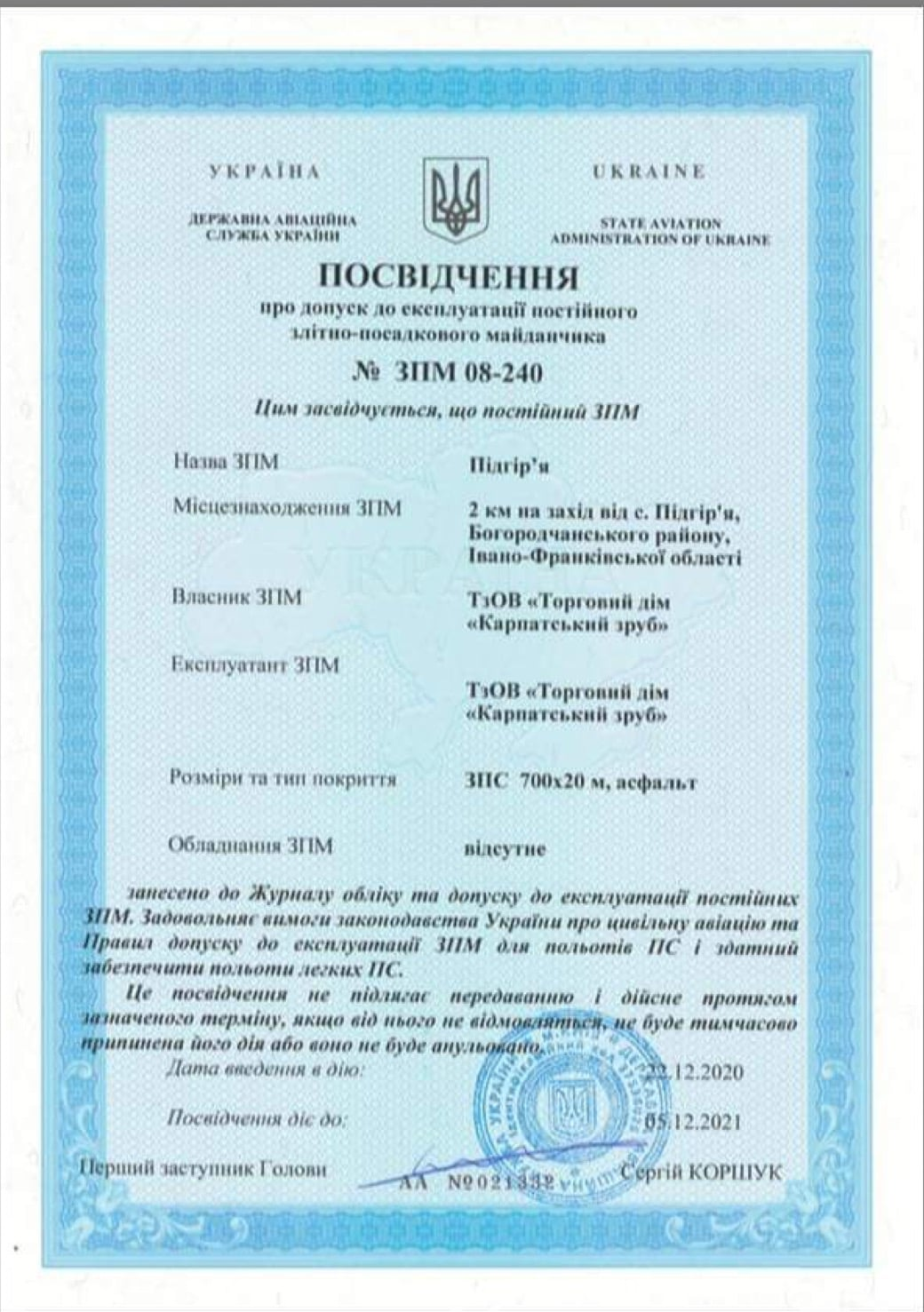
Сертифікат ЗПМ

Аеродром «Підгір'я ― приватний несертифікований злітно-посадковий майданчик біля села Підгір'я Івано-Франківського району Івано-Франківської області. На базі аеродрому в червні 2019 р. було проведено музичний фестиваль «Underhill». За участю аеродрому було встановлено рекорд для книги Гіннеса з почергового відвідання максимальної кількості аеродромів в Україні.
На території збудовано ангар та диспетчерську вежу.

### Радіозв'язок
- Позивний: Прованс інформація
- Частота: 130,425 МГц

## Додатково
- Промо забудовника
- Дані з сайту забудовника